# Die schwarze Kobra
Die schwarze Kobra ist ein österreichischer Kriminalfilm, der Anfang 1963 unter der Regie von Rudolf Zehetgruber in Wien und Umgebung gedreht wurde. Der von der Wiener Stadthalle produzierte Schwarzweißfilm sollte an den Erfolg der deutschen Edgar-Wallace-Filme anknüpfen. Der österreichische und bundesweite Kinostart war am 17. Mai 1963.

## Handlung
Der Lastwagenfahrer Peter Karner entgeht nur knapp einem Mordanschlag. Er findet heraus, dass er im Auftrag des skrupellosen Rauschgifthändlers Manuzzo Kokain statt Waschpulver transportiert. Auf der Autobahn kommt es zu dramatischen Szenen, bei denen Manuzzo erschossen wird. Karner kann entkommen und sich im Rasthaus Zur Kobra mit seiner Freundin Alexa verstecken. Während Kommissar Langhammer und Inspektor Knecht den Fall offiziell untersuchen, beschließt Karner die Schmugglerbande und deren Hintermann, einen gewissen Mr. Green, auf eigene Faust zu enttarnen.
Alle Spuren scheinen in die Paradies-Bar zu führen, wo sich zahlreiche zwielichtige Gestalten und Verdächtige aufhalten. Karner gerät in Lebensgefahr und Alexa wird von den Verbrechern entführt. Im letzten Moment können die Verbrecher überwältigt und ein gewisser Herr Wunderlich als Hintermann Mr. Green entlarvt werden. Auf der Flucht über einen Autofriedhof kommt er in einer Schrottpresse schließlich selbst ums Leben.

## Entstehungsgeschichte

### Vorgeschichte
Im Zuge der seit 1959 vom Constantin-Filmverleih vermarkteten Edgar-Wallace-Filme der Rialto Film entstanden in den 1960er Jahren zahlreiche weitere Kriminalfilme nach ähnlichem Muster. Die 1961 gegründete „Wiener Stadthalle Betriebs- und Produktionsgesellschaft“ wollte nach einigen erfolgreichen Musikfilmen ebenfalls ein solches Werk in die Kinos bringen. Das Drehbuch stammte von Rudolf Zehetgruber, der auch die Regie übernahm, und dem Journalisten Roman Schliesser. Die Besetzung bestand aus zahlreichen namhaften Darstellern, die denen der echten Edgar-Wallace-Filme in nichts nachstanden.

### Produktion
Die Dreharbeiten zu Die schwarze Kobra fanden Anfang 1963, auf dem kommerziellen Höhepunkt der Kriminalfilmwelle, in Wien und Umgebung statt. Der Name des Schauplatzes wird im Film allerdings nicht genannt und ist lediglich an den Nummernschildern der Autos zu erkennen. Die Atelieraufnahmen entstanden in den Studios der Wien-Film im Stadtteil Sievering. Als Szenenbildner verpflichtete man Wolf Witzemann. Die Kostümberatung übernahm Klara Zichy-Kiss.

## Rezeption
Die FSK gab den Film ab 16 Jahren frei. Der am 17. Mai 1963 gestartete Film wurde vom Nora-Filmverleih vermarktet. Für den Regisseur Rudolf Zehetgruber war Die schwarze Kobra der erste von mehreren Kriminalfilmen. Noch im gleichen Jahr sollte er Die Nylonschlinge und Piccadilly null Uhr zwölf inszenieren.

### Kritiken
„Mit geeichten Figuren und undurchsichtigen Abenteuern ein Konfektions-„Krimi“ der […] einigen Nervenkitzel vermittelt.“

„Durchschnittskrimi aus Österreich, in dem die sich gegenseitig ausrottenden Rauschgifthändler der Polizei viel Arbeit abnehmen.“